# 浅野哲
浅野 哲（あさの さとし、1982年9月25日 ‐ ）は、日本の政治家。国民民主党所属の衆議院議員（3期）、国民民主党青年局長。

## 来歴・人物
東京都八王子市出身。八王子市立中山中学校、東京都立南多摩高等学校、青山学院大学理工学部物理学科卒業。青山学院大学大学院理工学研究科博士前期課程修了。日立製作所に就職。日立研究所の研究員として自動車向け半導体センサーの開発に携わった。
労働組合の役員を務めてから政治に関心を持ち始め、民主党衆議院議員の大畠章宏の選挙を手伝うようになった。2015年9月、大畠の公設秘書となった。
2016年2月、大畠は政界引退を表明。3月12日に浅野を後継指名した。同月、民主党の公認候補に内定。
2017年10月の第48回衆議院議員総選挙に茨城5区から希望の党公認で出馬し、自民党の石川昭政に敗れるも比例復活で初当選した。同年11月の希望の党共同代表選挙では、玉木雄一郎を支持した。
2018年5月7日、民進党と希望の党の合流により結党された国民民主党に参加、同党所属の国会議員となった。
2020年9月1日、産業別労働組合の支援を受ける国民民主党の浅野哲（電機連合）、矢田稚子（同）、小林正夫（電力総連）、浜野喜史（同）、古本伸一郎（自動車総連）、濱口誠（同）、礒﨑哲史（同）、川合孝典（UAゼンセン）、田村麻美（同）ら組織内国会議員9人は、立憲民主党と国民民主党が合流する新党に参加しないと決めた。9月7日、玉木雄一郎を中心とする新「国民民主党」に加わる国会議員の募集が締め切られ、9人のうち浅野、矢田、小林、浜野の4人が同党に入党届を提出した。
2021年10月31日の第49回衆議院議員総選挙では、前回敗れた石川を破り再選。
2022年4月、国民民主党宮城県連設立にあたり国民民主党所属で宮城県選出の国会議員がいないことから、浅野が県連代表に就任。

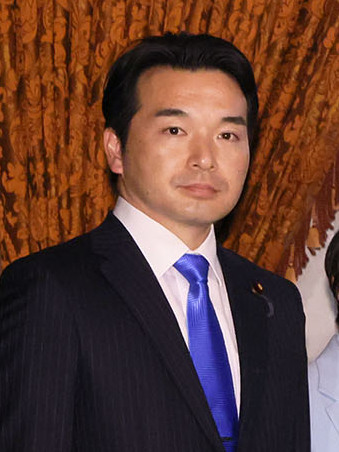
2023年10月、国会議事堂にて

2024年10月27日の第50回衆議院議員総選挙で3選。

## 政策
- アベノミクスを評価しない[11]。
- 安倍内閣による消費増税の先送りを評価しない[11]。
- 安全保障関連法の成立を評価しない[11]。
- 北朝鮮問題への安倍内閣による取り組みをどちらかと言えば評価しない[11]。
- 共謀罪法を評価しない[11]。
- 森友学園問題・加計学園問題への安倍内閣による対応を評価しない[11]。
- 長期的に消費税率を10％よりも高くすることにどちらかと言えば賛成[11]。
- 幼稚園・保育所から大学まで教育を無償化すべきだ[11]。
- 財政赤字は危機的水準であるので、国債発行を抑制すべきだ[11]。
- 所得や資産の多い人に対する課税を強化すべきだ[11]。
- 男性同士、女性同士の結婚を法律で認めるべきだ[11]。
- 被選挙権を得られる年齢を引き下げるべきだ[11]。
- 原子力規制委員会の審査に合格した原子力発電所は運転を再開すべきだ。将来も原子力発電は電力源のひとつとして保つべきだ[11]。
- 選択的夫婦別姓の導入に賛成[11]。
- ひとり親家庭やDINKSなど家族の形は多様でよい[11]。
- 非核三原則を堅持すべきだ[11]。
- 日本の防衛力はもっと強化すべきだ[11]。
- 他国への先制攻撃に反対[11]。
- 北朝鮮に対しては圧力よりも対話を優先すべきだ[11]。
- 消費税10%に賛成。増えるべき税収の使い道として、幼児教育の無償化や高等教育の負担軽減を挙げる[11]。
- 憲法改正にどちらかと言えば賛成。改正すべき項目として、衆議院の解散・情報公開を挙げる[11]。

## 選挙歴
| 当落 | 選挙                   | 執行日         | 年齢 | 選挙区      | 政党       | 得票数    | 得票率 | 定数 | 得票順位 /候補者数 | 政党内比例順位 /政党当選者数 |
| ---- | ---------------------- | -------------- | ---- | ----------- | ---------- | --------- | ------ | ---- | ------------------ | ---------------------------- |
| 比当 | 第48回衆議院議員総選挙 | 2017年10月22日 | 35   | 茨城県第5区 | 希望の党   | 5万6098票 | 43.97% | 1    | 2/3                | 3/4                          |
| 当   | 第49回衆議院議員総選挙 | 2021年10月31日 | 39   | 茨城県第5区 | 国民民主党 | 6万1373票 | 48.49% | 1    | 1/4                | /                            |
| 当   | 第50回衆議院議員総選挙 | 2024年10月27日 | 42   | 茨城県第5区 | 国民民主党 | 6万4351票 | 53.69% | 1    | 1/3                | /                            |